# Ternuvuoma
Ternuvuoma är en kulle i Finland.   Den ligger i den ekonomiska regionen  Rovaniemi ekonomiska region  och landskapet Lappland, i den norra delen av landet, 700 km norr om huvudstaden Helsingfors. Toppen på Ternuvuoma är 121 meter över havet.
Terrängen runt Ternuvuoma är platt. Runt Ternuvuoma är det mycket glesbefolkat, med 2 invånare per kvadratkilometer. Det finns inga samhällen i närheten. 